# 1285年
| 千纪： | 2千纪 |
| 世纪： | 12世纪 \| 13世纪 \| 14世纪                                                                                 |
| 年代： | 1250年代 \| 1260年代 \| 1270年代 \| 1280年代 \| 1290年代 \| 1300年代 \| 1310年代                           |
| 年份： | 1280年 \| 1281年 \| 1282年 \| 1283年 \| 1284年 \| 1285年 \| 1286年 \| 1287年 \| 1288年 \| 1289年 \| 1290年 |
| 纪年： | 乙酉年（鸡年）；元至元二十二年；越南重興元年；日本弘安八年                                                 |

## 大事记
- 4月25日——馬木路克蘇丹嘉拉溫開始圍攻位於瑪格特（英语：Margat）（在今敘利亞）的十字軍要塞堡壘，這是醫院騎士團的重要據點，據信不可侵犯。一個月後，他佔領了堡壘。
- 6月14日——陳興道帶領越南軍隊擊敗入侵的元朝蒙古船隊。
- 9月4日——勞里亞的羅傑（英语：Roger of Lauria）在巴塞隆納附近的海戰中擊敗了法國國王腓力三世。
- 元朝派兵駐紮占城國，作為基地。
- 元軍攻佔罕林（英语：Hanlin, Burma）城，蒲甘王朝國王那臘底哈勃德南逃到达拉，後又轉移至長子烏沙那鎮守的勃生，蒲甘王國境內叛亂四起。
- 金帳汗国大汗秃剌不花及那海率兵入侵匈牙利王國。
- 何諾四世当选教宗。
- 日本霜月騷動，確立以北條貞時為首的御內人專制體制，史稱「得宗專制政治」。
- 非洲東北角建立伊法特蘇丹國，相當於今天埃塞俄比亚的东部、吉布提和索马里北部的部分地区。

## 出生
- 3月9日——后二条天皇，日本第94代天皇（逝世1308年，23岁）
- 元仁宗愛育黎拔力八達

## 逝世
- 3月28日——教宗瑪定四世（於约1210年出生，75岁）
- 10月5日︰腓力三世，法國卡佩王朝國王。（1245年出生，40岁）